# Villena (kommun)
Villena är en kommun i Spanien.   Den ligger i provinsen Provincia de Alicante och regionen Valencia, i den sydöstra delen av landet, 300 km sydost om huvudstaden Madrid. Antalet invånare är 34 894. Arean är 346 kvadratkilometer. Villena gränsar till Biar, El Camp de Mirra, Cañada, Monóvar, Pinoso, Salinas, Sax, Fontanars dels Alforins och La Font de la Figuera. 
Terrängen i Villena är huvudsakligen kuperad, men den allra närmaste omgivningen är platt.